# 毛利十八将

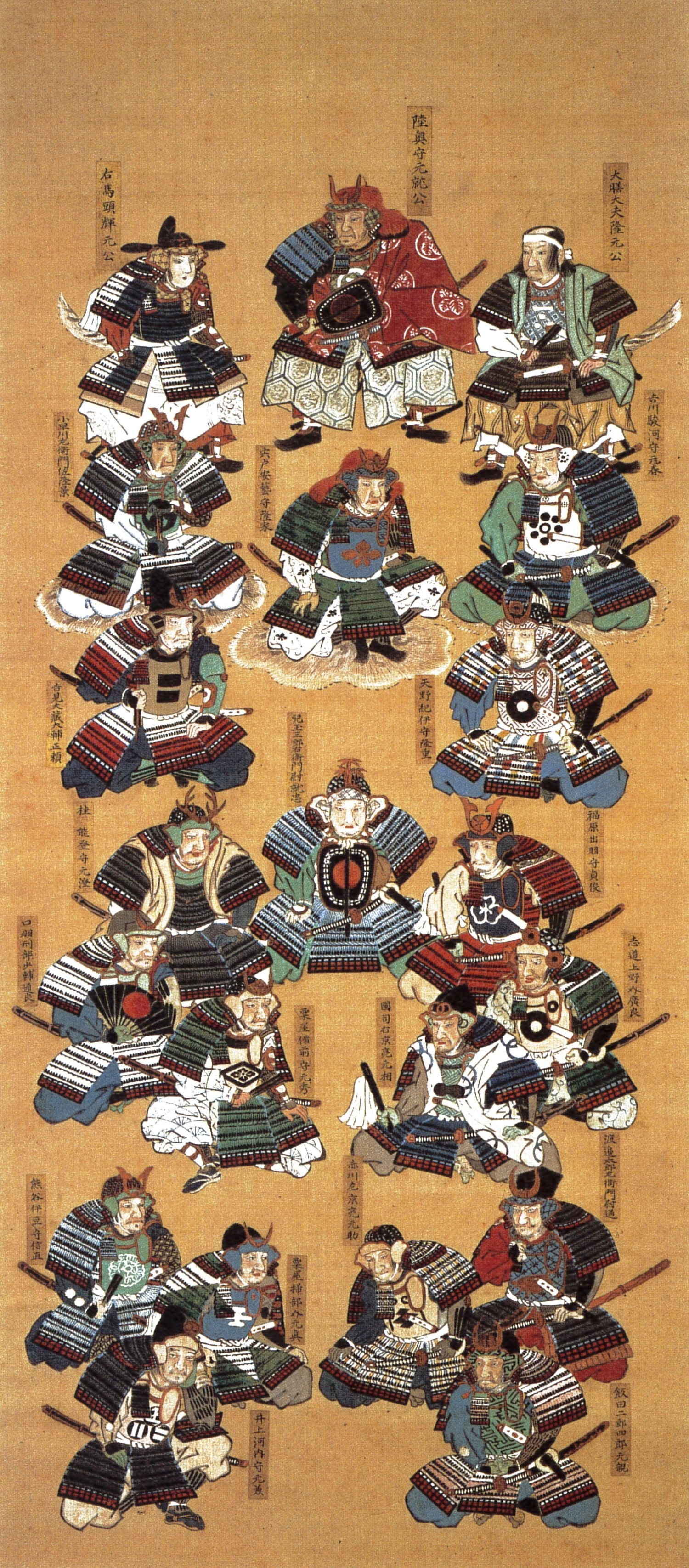
毛利元就座備図（毛利博物館蔵）

毛利十八将（もうり じゅうはっしょう）は、戦国時代において、安芸国の戦国大名毛利元就の一族家臣と被官からなる毛利氏を支えた代表的な武将を顕彰した呼称。

## 概要
毛利氏が治めた長州藩では江戸時代を通じて毛利元就は藩祖として崇敬の対象とされ、毛利家や藩士の家では元就を最上段の首座に置き、戦国時代に毛利氏の躍進を支えた一門・重臣たちが家格に従って着座する「座備図（）」を作り、正月や端午の節句に床の間に飾って祖先らの功績を称える習慣があった。

## 十八将
図中で列座する武将の数には作例によって異同があり、11人から20人までの形式があり、作例によっては省かれている人物もいるが、以下の人物が数えられることが多い。
- 毛利隆元
- 毛利輝元
- 吉川元春
- 小早川隆景
- 宍戸隆家
- 天野隆重
- 吉見正頼
- 児玉就忠
- 福原貞俊
- 桂元澄
- 志道広良
- 口羽通良
- 国司元相
- 粟屋元秀
- 渡辺通
- 渡辺長
- 熊谷信直
- 赤川元保
- 粟屋元親
- 粟屋元真
- 飯田元親
- 井上元兼